# Chroniques italiennes
Chroniques italiennes est un recueil de nouvelles de Stendhal, paru sous ce titre en 1855. L'ouvrage est composé de textes publiés séparément, puis progressivement collectés. 

## Historique
La série principale est écrite par Stendhal à Paris de 1836 à 1839. Il a alors quitté son poste de consul de France à Civitavecchia (Italie), pour un congé, prévu trois mois, qu'il fera durer trois ans. Cette série principale trouve son origine dans les vieux manuscrits italiens que Stendhal découvre et fait copier en 1833, alors qu'il s'ennuie depuis près de trois ans dans le petit port tyrrhénien où il officie. 
Ces récits de la Renaissance, violents et passionnés, lui inspirent, de manière plus ou moins étroite : Vittoria Accoramboni, Les Cenci, La Duchesse de Palliano et L'Abbesse de Castro, publiés dans la Revue des deux Mondes de 1837 à 1839 anonymement ou sous pseudonyme. Ces récits sont publiés en recueil en décembre 1839 (la même année que La Chartreuse de Parme), sans La Duchesse de Palliano, sous le titre général L'Abbesse de Castro par M. de Stendhal. Deux œuvres posthumes, Trop de faveur tue, commencé en avril 1839, et Suora Scolastica, commencé en mars 1842, s'appuient également sur ces « vieux manuscrits en encre jaunie », comme Stendhal les appelait dans une lettre du 21 novembre 1835 au libraire Levasseur.
Après la mort de Stendhal, son cousin Romain Colomb, qui était son exécuteur testamentaire, trouve le titre « Chroniques italiennes » pour le volume des éditions complètes paru chez Michel Lévy en 1855. À cette occasion, Vanina Vanini, publiée en 1829 dans la Revue de Paris, est ajouté à la série initiale. Trois autres récits viendront compléter le recueil en 1929 sous la direction de Henri Martineau : San Francesco à Ripa, écrit en 1831, ainsi que Trop de faveur tue et Suora Scolastica.

## Composition du recueil
- Vanina Vanini, publié dans la Revue de Paris le 13 décembre 1829.
- San Francesco a ripa, écrit en 1831 et publié dans la Revue des deux Mondes en 1853.
- Vittoria Accoramboni, récit non signé, publié dans la Revue des deux Mondes le 1er mars 1837.
- Les Cenci, récit non signé, publié dans la Revue des deux Mondes le 1er juillet 1837.
- La Duchesse de Palliano, récit signé « F. de Lagenevais », publié dans la Revue des deux Mondes le 15 août 1838.
- L'Abbesse de Castro, récit signé « F. de Lagenevais », publié dans la Revue des deux Mondes les 1er février et 1er mars 1839.
- Trop de faveur tue, récit inachevé, publié en 1912 dans la Revue de Paris sous le titre, erroné, de  Trop de faveur nuit.
- Suora Scolastica, récit inachevé commencé le 15 mars 1842 ; Stendhal y travaillait le jour de sa mort, le 23 mars 1842 ; publié pour la première fois chez André Coq en 1921.